# Wilderstein
Wilderstein es una casa de campo estilo reina Ana. Fue construida a finales del siglo XIX a orillas del río Hudson en el pueblo de Rhinebeck, Al sureste del estado de Nueva York (Estados Unidos). Actualmente es una casa museo sin fines de lucro. Su dirección es 330 Morton Road, Rhinebeck, NY 12572, Nueva York. Es una propiedad contribuidora del Distrito histórico del río Hudson y un Hito Histórico Nacional.

## Contexto
Thomas Holy Suckley era un rico promotor inmobiliario de Manhattan. Era hijo del devoto metodista George Suckley y su segunda esposa Catherine Rutsen. George se instaló en Nueva York y se convirtió en agente del establecimiento mercantil británico que más tarde se convertiría en Holy, Newbould y Suckley. Conocía bien a la mayoría de los metodistas prominentes de la época y apoyaba activamente su ministerio.
La madre de Thomas Suckley, Catherine, era hija de John Rutsen, cuyo abuelo materno era Gilbert Livingston, hijo de Robert Livingston, señor de Livingston Manor. John Rutsen era un amigo cercano de Catherine Livingston Garrettson, la esposa del notable predicador metodista Freeborn Garrettson. En 1799, los Garretton compraron 160 acres en Rhinebeck, donde establecieron una propiedad llamada Wildercliff y dieron la bienvenida a muchos predicadores metodistas de gira. El visitante frecuente Francis Asbury lo llamó "Traveler's Rest" (o sea 'Descanso del viajero'). Alrededor de 1850, la propiedad pasó a su hija única, Mary Rutherford Garrettson.

## Historia
La propiedad de Wilderstein era originalmente parte de la finca de Wildercliff. En junio de 1853, Thomas Suckley compró a Mary Garrettson treinta y dos acres de propiedad frente al río, que hasta entonces había servido como prado de ovejas para la finca adyacente de Wildercliff.
Suckley y su esposa Catherine Murray Bowne eligieron la propiedad como un sitio de construcción para su mansión, porque consideraron que el paisaje era una buena combinación para su pintoresco ideal estético. El nombre "Wilderstein" ("piedra salvaje" en alemán) fue elegido por Suckley para aludir a un petroglifo indio americano encontrado cerca y reflejar el significado histórico del sitio.
En total, tres generaciones de la familia Suckley habitaron la mansión. El último miembro de la familia fue Daisy Suckley, prima de Franklin D. Roosevelt para quien entrenó a su famoso terrier Fala. Daisy Suckley murió en la mansión Wilderstein en 1991, seis meses antes de cumplir 100 años. La mansión está a nueve millas río arriba, en el mismo lado, de la casa de Franklin D. Roosevelt.
Daisy Suckley jugó un papel decisivo en la formación de Wilderstein Preservation, una organización privada sin fines de lucro. Abrió la casa al público en la Navidad de 1984. La sociedad es una organización benéfica reconocida por el IRS; las donaciones son deducibles de impuestos.

## Descripción

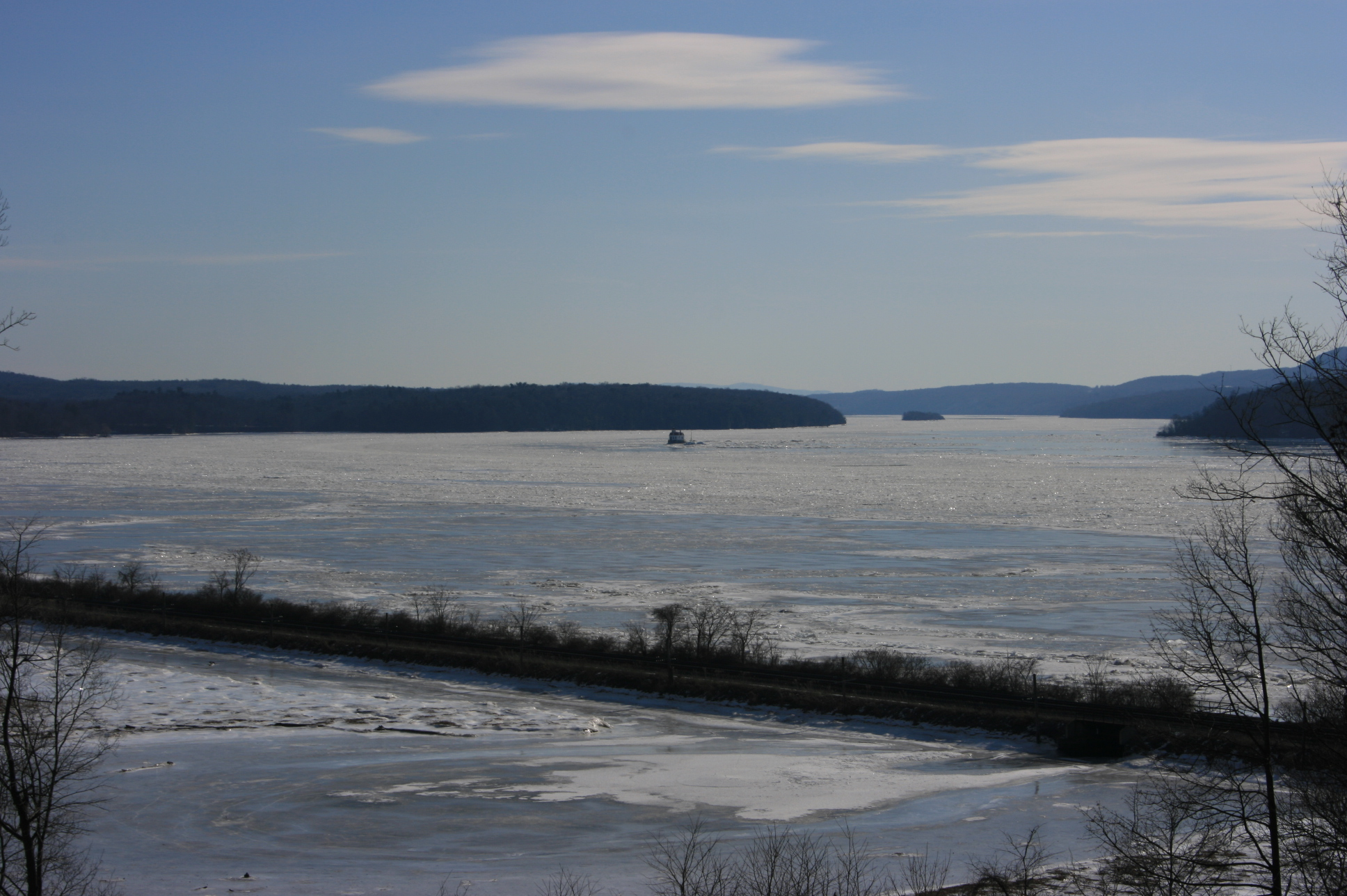
Vista del río Hudson desde Wilderstein

La mansión encargada para el sitio era una villa de estilo italianizante de dos pisos diseñada por el arquitecto John Warren Ritch. En 1888, el hijo de Thomas Suckley, Robert Bowne Suckley, y su esposa, Elizabeth Philips Montgomery, llevaron a cabo una remodelación y ampliación de la casa. Este trabajo fue realizado por el arquitecto local Arnout Cannon de Poughkeepsie. 
El estilo de la mansión se cambió a una casa de campo estilo reina Ana. En el proceso, se agregaron un tercer piso, un ático a dos aguas, una torre circular de cinco pisos, un puerta cochera y una veranda. El nuevo interior del edificio fue diseñado por Joseph Burr Tiffany, primo de Louis Comfort Tiffany. Las habitaciones de la planta baja se hicieron en estilo neorrenacentista y esteticista utilizando materiales como caoba, cuero, vitrales y lino.
Paralelamente al rediseño de la mansión propiamente dicha, los terrenos de la finca fueron transformados por el arquitecto paisajista Calvert Vaux de acuerdo con el estilo del paisaje romántico estadounidense. El diseño de Vaux comprendió la creación de una red de caminos y senderos, la ubicación de especímenes de árboles y arbustos ornamentales, así como la ubicación de un conjunto ecléctico de edificios externos, como una cochera, una puerta de entrada y un cobertizo para macetas. Las glorietas y los asientos de jardín se colocaron en puntos estratégicos cuidadosamente elegidos.